# أندرو فاينستاين
أندرو فاينستاين هو شخصية أعمال ومؤلف وكاتب وسياسي جنوب أفريقي، ولد في 16 مارس 1964 في كيب تاون في جنوب أفريقيا. نشط حزبياً في المؤتمر الوطني الأفريقي. وقد انتخب عضو الجمعية الوطنية لجنوب أفريقيا ‏.